# Kenneth Kronholm
Kenneth Kronholm (Fort Belvoir, Virginia, 1985. október 14. –) amerikai születésű német labdarúgó, a Holstein Kiel kapusa.